# Новобалтачево (Балтачевский район)
Новобалтачево (баш. Яңы Балтас, Усаково, Нижнебалтачево) — деревня в Балтачевском районе Республики Башкортостан Российской Федерации. Входит в состав Тошкуровского сельсовета.
Основана в XVIII веке башкирами рода Кыр—Танып (племя Кара Табын).

## Топоним
Ойконим образован от Балтачево и ныне является парным Новобалтачево — Старобалтачево. 
Другое название Усаково, «Усаково тож», от баш. Уҫак, буквально «осина».

## География

### Географическое положение
Расстояние до:
- районного центра (Старобалтачёво): 9 км,
- центра сельсовета (Тошкурово): 7 км,
- ближайшей ж/д станции (Куеда): 75 км.

## История
Деревня основана в XVIII веке башкирами- Кыр-таныпцами и называлась Нижнебалтачево (). Исследователи считают, что поселение образовалось как .
В 1732 году житель деревни Зияш Тоимбаев (тамга указана h с точкой внизу) занял у служилого татарина деревни Янбаево Ибрая Узбехтеева (знак-треугольник) под залог своего повытья- участка земли- 57 рублей.
В 1795 году деревня насчитывала в 17 дворах 111 башкир, в 3 домах- 40 тептярей из марийцев. Марийцы были припущены башкирами по договорному письму от 1 ноября 1769 году. По VII ревизии 1815—1816 гг в деревне в 25 дворах было: башкир— 70 душ, «тептярей из черемис»— −24 души, мишарей— 11 душ мужского пола. Мишари были припущены в 1811—1816 годах между двумя ревизиями.
В 1834 году (VIII ревизия) в деревне проживало 252 башкира, 90 тептярей, 30 мишарей. 252 башкира сеяли 720 пудов озимого и 1112 пудов ярового хлеба. На реке Тошкур действовали две мельницы. В собственности жителей деревни было 116 овец, 112 коз. Некоторые селяне занимались пчеловодством (учтено 6 ульев) и бортничеством (12 бортей).
По X ревизии (1859 г.) в 183 дворах проживало 450 башкир-вотчинников, в 39 домах— 244 припущенника.
В 1905 году в деревне проживало 1116 человек (200 дворов). В 1920 году— 1171 человек в 28 дворах. Большинство населения — башкиры.
В 1959—1964 гг. деревня была центром Новобалтачевского сельсовета Бураевского района.
До 2010 года в деревне работала неполная средняя школа. Ныне здесь действует фельдшерско-акушерский пункт, открыты магазины.

## Население
| 2002 | 2009 | 2010 |
| ---- | ---- | ---- |
| 411  | ↘381 | ↘337 |

Национальный состав
Согласно переписи 2002 года, преобладающая национальность — башкиры (99 %).

## Улицы
- Ленин урамы (башк.)- Ленина (улица)

- Матросов урамы (башк.)- Матросова (улица)

- Тыныслыҡ урамы (башк.)- Мира (улица)

- Октябрь урамы (башк.)- Октябрьская (улица)

- Беренсе Май урамы (башк.)- Первомайская (улица)

- Пушкин урамы (башк.)- Пушкина (улица)